# اوزریکلی تپه
اوزریکلی تپه مربوط به هزاره نخست پیش از میلاد است و در شهرستان میانه، بخش ترکمنچای، دهستان اوچ تپه غربی، ۳۰۰ متری جنوب شرقی روستای ناولیق واقع شده و این اثر در تاریخ ۱۵ اسفند ۱۳۸۵ با شمارهٔ ثبت ۱۷۹۱۷ به‌عنوان یکی از آثار ملی ایران به ثبت رسیده است.